# Eran Kolirin
Eran Kolirin es un guionista y director de cine israelí nacido en 1973. Debuta con la película La banda nos visita (2007), coproducida por Francia, Estados Unidos e Israel. Ganadora de ocho premios de la Academia israelí (incluyendo mejor director y mejor guion), ha triunfado en varios festivales internacionales, como la Seminci de Valladolid o el festival de Cannes.

## Premios y nominaciones
Festival Internacional de Cine de Cannes
| Año  | Categoría       | Película | Resultado |
| ---- | --------------- | -------- | --------- |
| 2007 | Premio FIPRESCI | La banda | Ganador   |